# Canon EOS 2000D
Canon EOS 2000D este un aparat de fotografiat al brandului american Canon.